# Juliana Spahr
Juliana Spahr, född 1966, är en amerikansk författare, poet, kritiker och förläggare. I svensk översättning finns titlarna Denna förbindelse mellan alla med lungor (2020) och Förvandlingen (2021).
Både Spahrs kritiska och vetenskapliga studier, Everybody's Autonomy: Connective Reading and Collective Identity (2001), och hennes poesi har visat Spahrs engagemang för att främja ett "läsvärde" som en gemensam, demokratisk, öppen process. Hennes verk "utmärker sig genom att hon skriver de dikter som hennes kritiska arbete kräver." Förutom att undervisa och skriva poesi är Spahr även en aktiv redaktör och förläggare. Spahr fick National Poetry Series Award för sin första diktsamling, Response (1995).

## Biografi
Född och uppvuxen i Chillicothe, Ohio, fick Spahr sin kandidatexamen från Bard College och sin doktorsexamen i engelska från University at Buffalo, The State University of New York. Hon har undervisat vid Siena College (1996–1997), University of Hawaii i Manoa (1997–2003) och Mills College (2003–). Tillsammans med Jena Osman redigerade hon konsttidskriften Chain från 1993 till 2003. 2012 samredigerade Spahr A Megaphone: Some Enactments, Some Numbers, and Some Essays about the Continued Usefulness of Crotchless-pants-and-a-machine-gun Feminism med Mills kollega och poetkollega Stephanie Young.

## Aktivism
Spahrs deltagande i Occupy-rörelsen 2011 beskrevs i hennes bok That Winter The Wolf Came från 2015. Enligt Spahr tillbringade hon tid i belägringarna och deltog i protester, även om hon och hennes son "aldrig övernattade". Hennes arbete undersöker sociala frågor, inklusive återverkningarna av BP:s oljeutsläpp, den globala effekten av 9/11, kapitalism och klimatförändringar. Hon använder poesi som en mekanism för att ge kulturellt erkännande och representation åt sociala rörelser och politiska handlingar.
Efter Occupy-rörelsen, polisskjutningarna av Oscar Grant, Eric Garner och Mike Brown, och 2009 års collegeprotester i Kalifornien, startade Spahr utgivningssprojektet Commune Editions, tillsammans med Jasper Bernes och Joshua Clover. Projektet grundades med avsikten att ge ut poesi som en följeslagare till politisk handling.

### Böcker på svenska
- Denna förbindelse mellan alla med lungor (översättning Athena Farrokhzad), ellerströms, 2020 ISBN 9789172475830.
- Förvandlingen (översättning Michael Larsson), ellerströms, 2021, ISBN 9789172476042.

### Poesi
- Nuclear (Leave Books, 1994) – fulltext
- Response (Sun & Moon Press, 1995) – fulltext
- Spiderwasp or Literary Criticism (Explosive Books, 1998)
- Fuck You-Aloha-I Love You (Wesleyan University Press, 2001)
- Things of each Posible Relation Hashing Against One Another (Newfield, NY: Palm Press, 2003) ISBN 0-9743181-0-8
- This Connection of Everyone With Lungs (University of California Press, 2005)
- Well Then There Now (Black Sparrow Press, 2011) ISBN 978-1-57423-217-2
- That Winter The Wolf Came (Commune Editions, 2015)

### Fiktion
- An Army of Lovers med David Buuck, ISBN 9780872866294
- The Transformation (Berkeley, CA : Atelos Press, 2007)

### Kritik
- Everybody's Autonomy: Connective Reading and Collective Identity (University of Alabama Press, 2001)
- Du Bois's Telegram: Literary Resistance and State Containment (Harvard University Press, 2018)

### Redaktör
- Writing from the New Coast: Technique (essäsamling) i samarbete med Peter Gizzi. (Stockbridge: O-blek Editions, 1993)
- A Poetics of Criticism (essäsamling) i samarbete med Mark Wallace, Kristin Prevallet, och Pam Rehm. (Buffalo: Leave Books, 1993)
- Chain [i samarbete med Jena Osman ], sedan 1994 full text
- American Women Poets in the 21st Century: Where Lyric Meets Language  [i samarbete med Claudia Rankine ], (Wesleyan University Press, 2002)
- Poetry and Pedagogy: the Challenge of the Contemporary [i samarbete med Joan Retallack ], (Palgrave, 2006)
- A Megaphone: Some Enactments, Some Numbers, and Some Essays about the Continued Usefulness of Crotchless-pants-and-a-machine-gun Feminism [i samarbete med Stephanie Young], (ChainLinks, 2011)